# ريتشارد ويست
ريتشارد ويست (7 نوفمبر 1920 في المملكة المتحدة - 8 يونيو 1985) (بالإنجليزية: Richard West)‏ هو لاعب كريكت بريطاني (وحمل سابقاً جنسية المملكة المتحدة لبريطانيا العظمى وأيرلندا). لعب مع نادي مقاطعة ليسترشاير للكريكت ‏.

## وصلات خارجية
- ريتشارد ويست على موقع إي آس بي آن كريك إنفو (الإنجليزية)